# Йоганнес Єгер

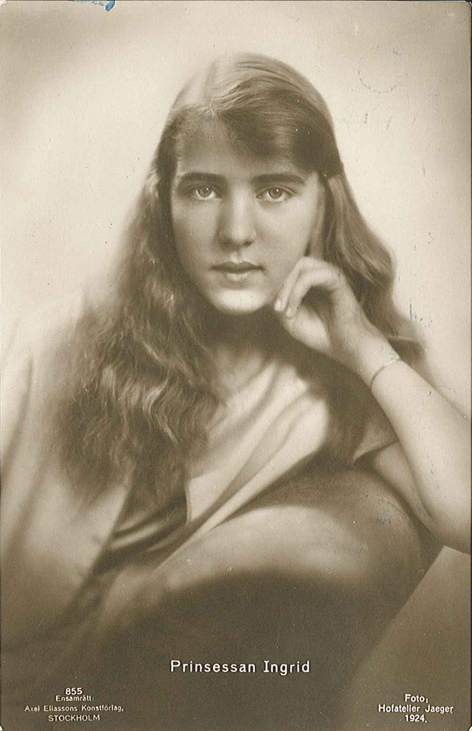
Придворне ательє Єгер: Принцеса Інгрід, 1924 рік

Йоганнес Єгер (1832 Берлін — там же 1908) — німецький фотограф, що жив у шведському Стокгольмі в другій половині XIX століття. Заснував і керував Ательє Єгер, був піонером портретної зйомки правителів при королівському дворі в Стокгольмі, задокументував інтер'єри Стокгольмського палацу наприкінці XIX століття.

## Життєпис
Єгер навчався в Академії мистецтв у Берліні з 1848 по 1851 рік і швидко почав випробовувати нову технологію фотографії — дагеротипію. Як це було звично для фотографів того часу, влітку він здійснював довгі подорожі до околиць Берліна, а також до північної Німеччини та Данії. Взимку він працював у студії у своєму місті Берліні. Він вперше приїхав до Сканії у свої 25 років і в 1863 р. вирішив залишитися працювати в Швеції. Він оселився в Стокгольмі і створив фотостудію на вулиці Мальмторгсгатан, а згодом на урядовій вулиці Реґерінгсґатан і, нарешті, у Фредсгатані.
Він був успішним фотографом. Серед його відомих робіт — чудовий вид на місто, він також зробив ряд панорамних фотографій. Він присвятив себе стереофотографії та портретній фотографії. У 1865 році він став придворним фотографом. На багатьох його світлинах зображено Стокгольмський палац та його інтер'єри наприкінці XIX століття. Ще одне місце, де Єгер працював, це Національний музей в Стокгольмі, для якого він зробив велику кількість репродукцій мистецтва. В 1866 році 15 червня він фотографував на виставці в Стокгольмі, що зробило його першим шведським репортажним фотографом.
У свої 57 років і на піку своєї кар'єри він покинув Стокгольм і повернувся до Німеччини. Він продав свої дві студії за 60 000 шведських крон своєму колезі Валентину Вольфенштейну, який зберіг усталену торгову назву «Atelier Jaeger». У Німеччині Єгер намагався розпочати нову кар'єру, але йому це не вдалося. Проти нього виступило нове і молоде покоління фотографів. Кажуть, що він помер у бідності в Берліні у віці 75 років.

## Галерея

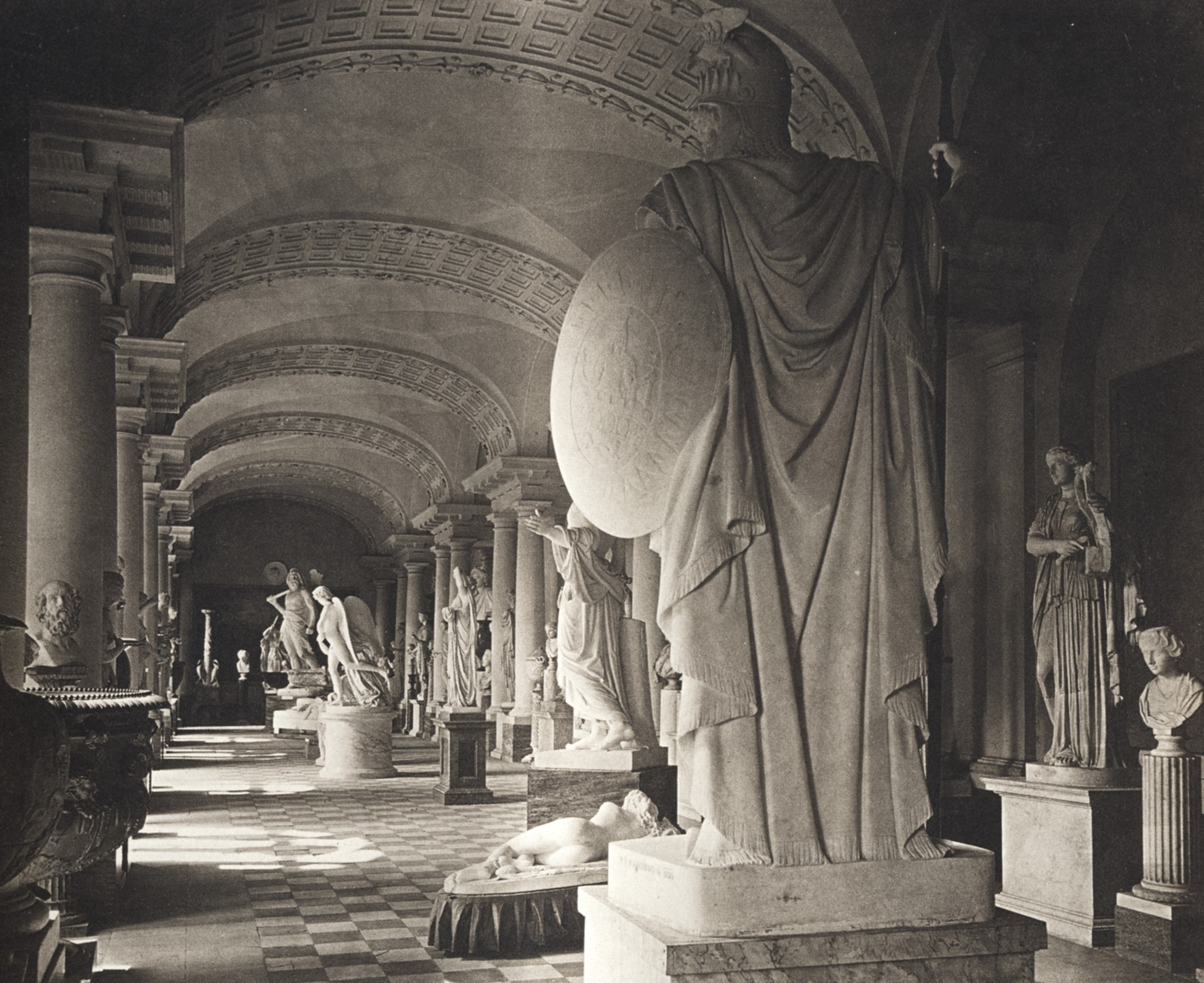
Античний музей Густава III, 1864 рік
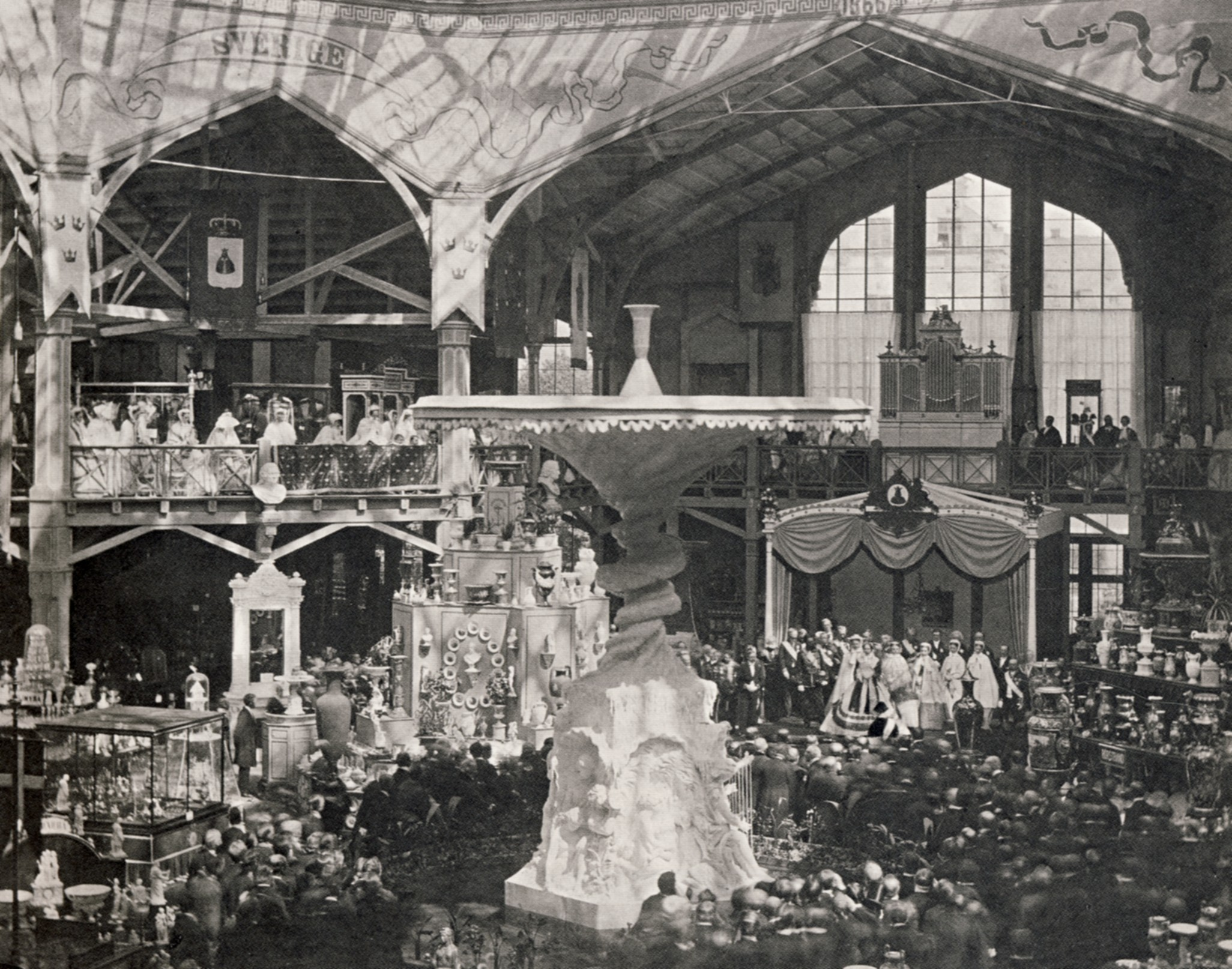
Стокгольмська виставка, 1866
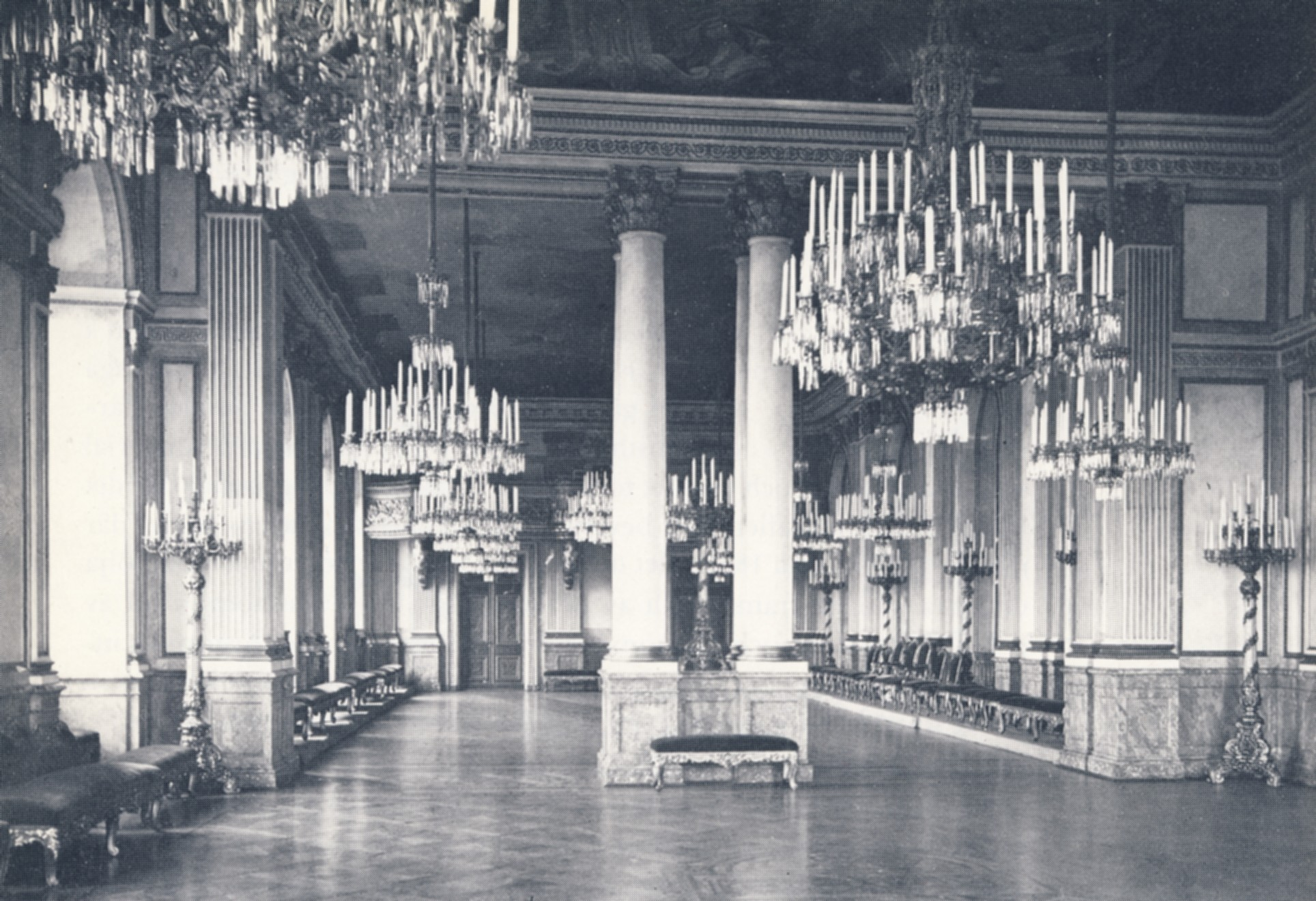
Біле море, Королівський палац (Стокгольм), 1870
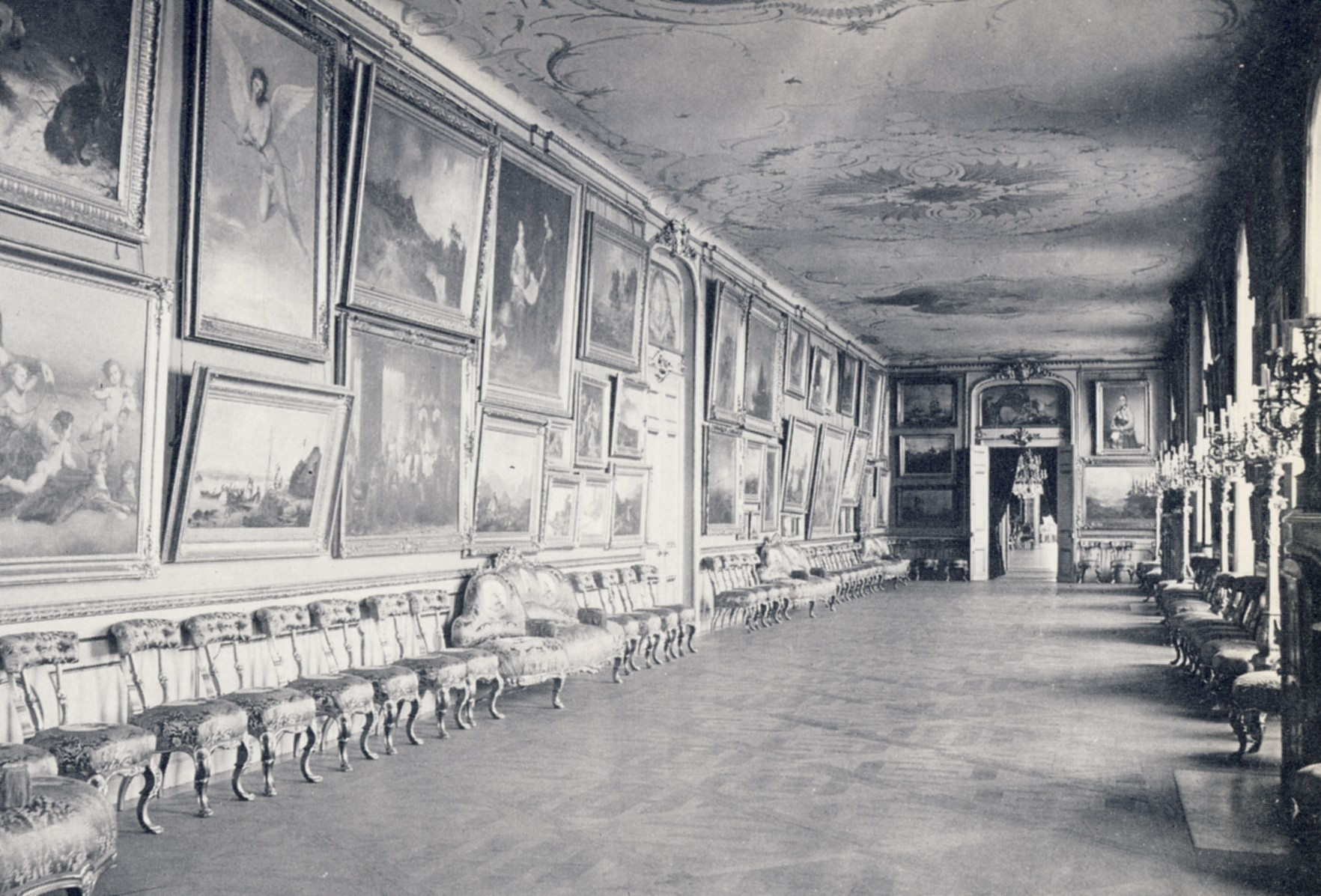
Галерея Бернадот, 1870